# Fangelturm (Malchin)

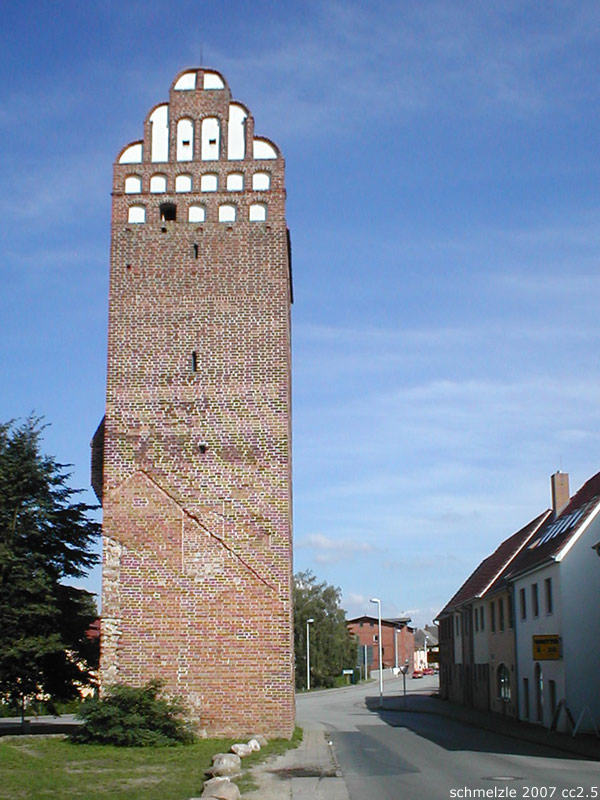
Fangelturm

Der  Fangelturm in Malchin ist ein Wehrturm  der Stadtmauer, welche die Stadt umgab. Er diente durch seine Höhe und die Grenzlage der Stadt zu Pommern als Wachturm. Er stammt aus dem 15. Jahrhundert und wurde in der zweiten Hälfte des 16. Jahrhunderts um einen Renaissance-Giebel ergänzt. Das Gebäude ist ein sechsstöckiger Backsteinbau mit Satteldach. Der Turm ist zirka 35 Meter hoch und wurde im Jahr 1996 grundlegend saniert. Obwohl ursprünglich als Wehrturm errichtet, trägt er seinen Namen durch seine spätere Verwendung als Gefängnis (Fangelturm).